# Sphagnum brachybolax
Sphagnum brachybolax är en bladmossart som beskrevs av C. Müller och Warnstorf 1891. Sphagnum brachybolax ingår i släktet vitmossor, och familjen Sphagnaceae. Inga underarter finns listade i Catalogue of Life.